# Alles hat ein Ende nur die Wurst hat zwei (Krause & Ruth)
Alles hat ein Ende nur die Wurst hat zwei (Krause & Ruth) ist ein Lied des deutschen Musikers Stephan Remmler aus dem Jahr 1986, der es auch komponierte und produzierte.
Das Lied beschreibt den Mann Krause, der seine Freundin Ruth verlässt, um eine neue Beziehung eingehen zu können. Er bereut den Entschluss jedoch, will die Beziehung mit Ruth erneuern und muss feststellen, dass Ruth bereits mit einem anderen Mann liiert ist.

## Besetzung
- Gesang: Stephan Remmler
- Schlagzeug: Curt Cress
- E-Bass: Ken Taylor
- E-Gitarre: Karl Allaut
- Klavier: Christian Kolonovits
- Blasorchester, Chor: Polizeimusik Wien

## Hintergrund
Remmler hatte sich bei der Komposition des Liedes an Couplets in der Art von Otto Reutter orientiert und nahm eine Demo-Fassung auf, bei der er sich lediglich auf dem Klavier begleitete.
Als das Lied 1986 in den Vienna Studios in Wien aufgenommen wurde, wurde das Arrangement der Komposition von Christian Kolonovits deutlich erweitert. Neben der üblichen Bandbesetzung (Gitarre, Bass, Klavier, Schlagzeug) wurden das Blasorchester und der Männerchor der Polizeimusik Wien eingesetzt.
„Alles hat ein Ende, nur die Wurst hat zwei“ will Remmler in seiner Jugend als Sprichwort kennengelernt haben, ohne Näheres über seine damalige Verbreitung zu wissen. Tatsächlich war die Redensart bereits 1867 in Wanders Deutsches Sprichwörter-Lexikon aufgenommen worden. Sie geht auf Francis Beaumonts 1613 erstmals gedruckt erschienene Komödie The Knight of the Burning Pestle (Der Ritter von der brennenden Keule) zurück, in der der eitle, sich öfters durch Malapropismen lächerlich machende Master Humphrey in seiner Werbung um die schöne junge Luce zu deren Vater von einem Dichterwort spricht, dass alles ein Ende habe und was man Blutwurst nenne ihrer zwei; er bitte darum, es nicht seltsam zu finden, wenn er in dieses blutige Gleichnis seine Liebe lege, die endloser sei als Hinfälliges oder Gedärm:
Although, as writers say, all things have end,
And that we call a pudding hath his two,
Oh, let it not seem strange, I pray, to you,
If in this bloody simile I put
My love, more endless than frail things or gut!
Ins Deutsche dürfte die Redensart als parodistisch-ironisches Scherzwort erst Eingang gefunden haben durch Walter Scotts Roman Woodstock, oder: Der Cavalier von 1826, von dem noch im selben Jahr vier Übersetzungen ins Deutsche erschienen. In derjenigen von Karl Florentin Leidenfrost heißt es: „Jedes Ding hat ein Ende,“ sagte der Bürgermeister, „und eine Wurst hat zwei Enden – Ew. Gnaden werden verzeihen, daß ich gern ein Späßchen mache.“

## Veröffentlichung
Alles hat ein Ende nur die Wurst hat zwei erschien im Herbst 1986 als letztes Lied auf Remmlers Debütalbum Stephan Remmler. Eine Single-Auskopplung war zunächst nicht vorgesehen. Jedoch veröffentlichten Gottlieb Wendehals und James Last Ende 1986 jeweils Coverversionen als Single, wobei sich die Wendehals-Fassung in den Charts platzieren konnte. Daraufhin wurde auch Remmlers Original am 19. Januar 1987 als Single veröffentlicht, die Platz drei der deutschen Single-Charts erreichte. Das Lied avancierte zu einem Karnevalsschlager des Jahres 1987.
Remmler selbst beschrieb das Stück in seiner 1990 erschienenen Zusammenstellung 10 Jahre bei der Stange so:

„Beim Schreiben hatt’ ich eher so an Couplets z. B. von Otto Reuter gedacht. Durch die Blaskapelle im Chorus ist es dann aber beim Produzieren etwas lauter geworden. Wir hatten übrigens gar nicht vor, die Wurst als Single rauszubringen. Aber plötzlich gab es zwei Cover-Versionen. Das ging zu weit.“

Im Jahr 1987 veröffentlichte Remmler eine weitere neu eingespielte Fassung des Liedes auf Single, die „Hackfleisch-Version“ heißt und als Rocksong konzipiert ist.
Weitere Coverversionen veröffentlichten u. a. Tom Angelripper, Grand Jojo (auf Französisch), Tiroler Nachtschwärmer & Wolfgang Lindner Band und J.B.O.

## Chartplatzierungen
| ChartsChartplatzierungen | Höchstplatzierung | Wochen/ Monate |
| ------------------------ | ----------------- | -------------- |
| Deutschland (GfK)        | 3 (10 Wo.)        | 10 Wo.         |
| Österreich (Ö3)          | 8 (1 Mt.)         | 1 Mt.          |
| Schweiz (IFPI)           | 22 (3 Wo.)        | 3 Wo.          |